# Берестово
Бе́рестово (укр. Берестове) — историческая местность Киева (Украина).
Находится между Липками, Кловом, Зверинцем и Днепровскими склонами. Бывшее княжеское село. Было расположено на территории парка Славы и верхней части Киево-Печерской Лавры. Название — от деревьев породы берест.
В Берестове находился загородный дворец великого князя киевского Владимира Святославича, который здесь и умер. О дворце упоминается в летописях X—XII веков, в частности, летописцем Нестором. Дворец был каменный, двухэтажный, окружённый дворами княжеской челяди.
Как поселение, Берестово упоминается в летописи с 980 г. Впоследствии, в Берестове проживали киевские князья Ярослав Мудрый, Святослав Ярославич, Всеволод Ярославич и Владимир Всеволодович. Здесь утверждали государственные акты, принимали иностранных послов.
В 1072 году была построена церковь Спаса на Берестове, которая с перестройками сохранилась до нашего времени (в ней похоронен Великий князь Киевский Юрий Владимирович Долгорукий). В 1096 году княжеский дворец сжёг половецкий хан Боняк. В 1113 году дворец был отстроен заново, но до наших времён он не сохранился.